# Elecciones municipales de Andahuaylas de 1995
Las elecciones municipales de Andahuaylas de 1995 se llevaron a cabo el 12 de noviembre de 1995 para elegir al alcalde y al Concejo Provincial de Andahuaylas para el periodo 1996-1998. La elección se celebró simultáneamente con elecciones municipales en todo el país.

## Sistema electoral
La Municipalidad Provincial de Andahuaylas es el órgano administrativo y de gobierno de la provincia de Andahuaylas. Está compuesta por el alcalde y el Concejo Provincial.
La votación del alcalde y el concejo se realiza en base al sufragio universal, que comprende a todos los ciudadanos nacionales mayores de dieciocho años, empadronados y residentes en la provincia de Andahuaylas y en pleno goce de sus derechos políticos, así como a los ciudadanos no nacionales residentes y empadronados en la provincia de Andahuaylas.
El Concejo Provincial de Andahuaylas está compuesto por 19 regidores elegidos por sufragio directo para un período de tres (3) años, en forma conjunta con la elección del alcalde (quien lo preside). La votación es por lista cerrada y bloqueada. Se asigna a la lista ganadora los escaños según el método d'Hondt o la mitad más uno, lo que más le favorezca.

## Composición del Concejo Provincial de Andahuaylas
La siguiente tabla muestra la composición del Concejo Provincial de Andahuaylas antes de las elecciones.
| Partidos | Partidos                 | Regidores |
| -------- | ------------------------ | --------- |
|          | Acción Popular           | 11        |
|          | Lista Independiente N° 3 | 5         |
|          | Lista Independiente N° 7 | 2         |
|          | Izquierda Unida          | 1         |

## Partidos y candidatos
A continuación se muestra una lista de los principales partidos y alianzas electorales que participaron en las elecciones:
| Candidatura | Candidatura | Partidos y alianzas               | Candidatos | Candidatos                 | Ideología                                | Resultado previo | Resultado previo | Ref. |
| Candidatura | Candidatura | Partidos y alianzas               | Candidatos | Candidatos                 | Ideología                                | Votos (%)        | Reg.             | Ref. |
| ----------- | ----------- | --------------------------------- | ---------- | -------------------------- | ---------------------------------------- | ---------------- | ---------------- | ---- |
|             | AP          | Lista - Acción Popular (AP)       |            | Sin información disponible | Humanismo Nacionalismo cívico Reformismo | 33.11%           | 11               |      |
|             | IND         | Lista - Lista Independiente N° 3  |            | Sin información disponible | Localismo andahuaylino                   | Nuevo            | Nuevo            |      |
|             | IND         | Lista - Lista Independiente N° 5  |            | Sin información disponible | Localismo andahuaylino                   | Nuevo            | Nuevo            |      |
|             | IND         | Lista - Lista Independiente N° 7  |            | Sin información disponible | Localismo andahuaylino                   | Nuevo            | Nuevo            |      |
|             | IND         | Lista - Lista Independiente N° 9  |            | Sin información disponible | Localismo andahuaylino                   | Nuevo            | Nuevo            |      |
|             | IND         | Lista - Lista Independiente N° 13 |            | Sin información disponible | Localismo andahuaylino                   | Nuevo            | Nuevo            |      |
|             | IND         | Lista - Lista Independiente N° 15 |            | Edgar Villanueva Núñez     | Localismo andahuaylino                   | Nuevo            | Nuevo            |      |
|             | IND         | Lista - Lista Independiente N° 19 |            | Sin información disponible | Localismo andahuaylino                   | Nuevo            | Nuevo            |      |

Otros candidatos
| Partidos y alianzas | Partidos y alianzas       | Candidatos                 |
| ------------------- | ------------------------- | -------------------------- |
|                     | Lista Independiente N° 11 | Sin información disponible |
|                     | Lista Independiente N° 17 | Sin información disponible |

## Resultados

### Sumario general
|                        |                           |              |              |              |           |           |
| Partidos y coaliciones | Partidos y coaliciones    | Voto popular | Voto popular | Voto popular | Regidores | Regidores |
| Partidos y coaliciones | Partidos y coaliciones    | Votos        | %            | ±pp          | Total     | +/−       |
|                        | Lista Independiente N° 15 | 4,987        | 18.34        | n/a          | 10        | +10       |
|                        | Lista Independiente N° 9  | 4,618        | 16.98        | n/a          | 2         | +2        |
|                        | Lista Independiente N° 7  | 3,837        | 14.11        | n/a          | 2         | +2        |
|                        | Acción Popular (AP)       | 3,283        | 12.07        | –21.04       | 1         | –10       |
|                        | Lista Independiente N° 13 | 3,104        | 11.41        | n/a          | 1         | +1        |
|                        | Lista Independiente N° 3  | 2,081        | 7.65         | n/a          | 1         | +1        |
|                        | Lista Independiente N° 19 | 1,652        | 6.07         | n/a          | 1         | +1        |
|                        | Lista Independiente N° 5  | 1,645        | 6.05         | n/a          | 1         | +1        |
|                        | Lista Independiente N° 17 | 1,135        | 4.17         | n/a          | 0         | ±0        |
|                        | Lista Independiente N° 11 | 855          | 3.14         | n/a          | 0         | ±0        |
|                        |                           |              |              |              |           |           |
| Total                  | Total                     | 27,197       |              |              | 19        | ±0        |
|                        |                           |              |              |              |           |           |
| Votos válidos          | Votos válidos             | 27,197       | 67.25        | +22.28       |           |           |
| Votos en blanco        | Votos en blanco           | 6,681        | 16.52        | +5.33        |           |           |
| Votos nulos            | Votos nulos               | 6,561        | 16.22        | –27.62       |           |           |
| Votos emitidos         | Votos emitidos            | 40,439       | 67.96        | +7.60        |           |           |
| Abstenciones           | Abstenciones              | 19,068       | 32.04        | –7.60        |           |           |
| Votantes registrados   | Votantes registrados      | 59,507       |              |              |           |           |
|                        |                           |              |              |              |           |           |
| Fuente:                |                           |              |              |              |           |           |

## Elecciones municipales distritales

### Resultados por distrito
La siguiente tabla enumera el control de los distritos de la provincia de Andahuaylas. El cambio de mando de una organización política se resalta del color de ese partido.
| Distrito                 | Alcalde(sa) titular                                      | Partido político                                         | Partido político                                         | Alcalde(sa) electo(a)        | Partido político | Partido político          |
| ------------------------ | -------------------------------------------------------- | -------------------------------------------------------- | -------------------------------------------------------- | ---------------------------- | ---------------- | ------------------------- |
| Andarapa                 | Gustavo León Damiano                                     |                                                          | Acción Popular                                           | Maximiliano Leguía Damiano   |                  | Lista Independiente N° 13 |
| Chiara                   | Víctor Rodas Llacctas                                    |                                                          | Lista Independiente N° 3                                 | Nemesio Canales Cabezas      |                  | Lista Independiente N° 13 |
| Huancarama               | Cirilo Huaraca Altamirano                                |                                                          | Acción Popular                                           | Ricardo Aguero Meléndez      |                  | Lista Independiente N° 9  |
| Huancaray                | Joaquín Uquiche Molina                                   |                                                          | Lista Independiente N° 7                                 | Teovaldo Villa Calderón      |                  | Lista Independiente N° 15 |
| Huayana                  | Clemente Urpi Romero                                     |                                                          | Frente Popular Agrícola del Perú                         | Benito Torre Ccoycca         |                  | Lista Independiente N° 3  |
| Kaquiabamba              | Creación del distrito (Ley N° 26471, 9 de junio de 1995) | Creación del distrito (Ley N° 26471, 9 de junio de 1995) | Creación del distrito (Ley N° 26471, 9 de junio de 1995) | Ernesto Montes Altamirano    |                  | Lista Independiente N° 3  |
| Kishuará                 | Víctor Carrasco Ayquipa                                  |                                                          | Lista Independiente N° 3                                 | Víctor Carrasco Ayquipa      |                  | Lista Independiente N° 9  |
| Pacobamba                | Lucio Tambraico Palomino                                 |                                                          | Acción Popular                                           | Cipriano Galindo Barraga     |                  | Lista Independiente N° 9  |
| Pacucha                  | Óscar Franco Navarro                                     |                                                          | Lista Independiente N° 3                                 | Honorato Quiquinlla Quintana |                  | Lista Independiente N° 19 |
| Pampachiri               | Federico Chipana Fernández                               |                                                          | Acción Popular                                           | Juan Ostos Barrientos        |                  | Lista Independiente N° 15 |
| Pomacocha                | Eusebio Anca Ccaccya                                     |                                                          | Lista Independiente N° 3                                 | Eusebio Anca Ccaccya         |                  | Lista Independiente N° 3  |
| San Antonio de Cachi     | Darío Quispe Toledo                                      |                                                          | Acción Popular                                           | Alejandro Infanzón Ludeña    |                  | Lista Independiente N° 19 |
| San Jerónimo             | Fortunato Rincón Torbisco                                |                                                          | Lista Independiente N° 3                                 | Jehú Altamirano Vargas       |                  | Lista Independiente N° 9  |
| San Miguel de Chaccrampa | Eliseo Durand Loa                                        |                                                          | Acción Popular                                           | Francisco Morán Durand       |                  | Acción Popular            |
| Santa María de Chicmo    | Pedro Obregón Zarzo                                      |                                                          | Izquierda Unida                                          | Claudio Gonzales Obregón     |                  | Lista Independiente N° 7  |
| Talavera                 | Antonio León Zapata                                      |                                                          | Lista Independiente N° 3                                 | Gerardo Gutiérrez Ludeña     |                  | Lista Independiente N° 3  |
| Tumay Huaraca            | Flaviano Merino Arenaza                                  |                                                          | Lista Independiente N° 7                                 | Edi Torre Taype              |                  | Lista Independiente N° 13 |
| Turpo                    | Alejandro Huaraca Gutiérrez                              |                                                          | Acción Popular                                           | Alejandro Huaraca Gutiérrez  |                  | Acción Popular            |